# Florián
Florián est une municipalité colombienne située dans le département de Santander.